# 닉 캐슬

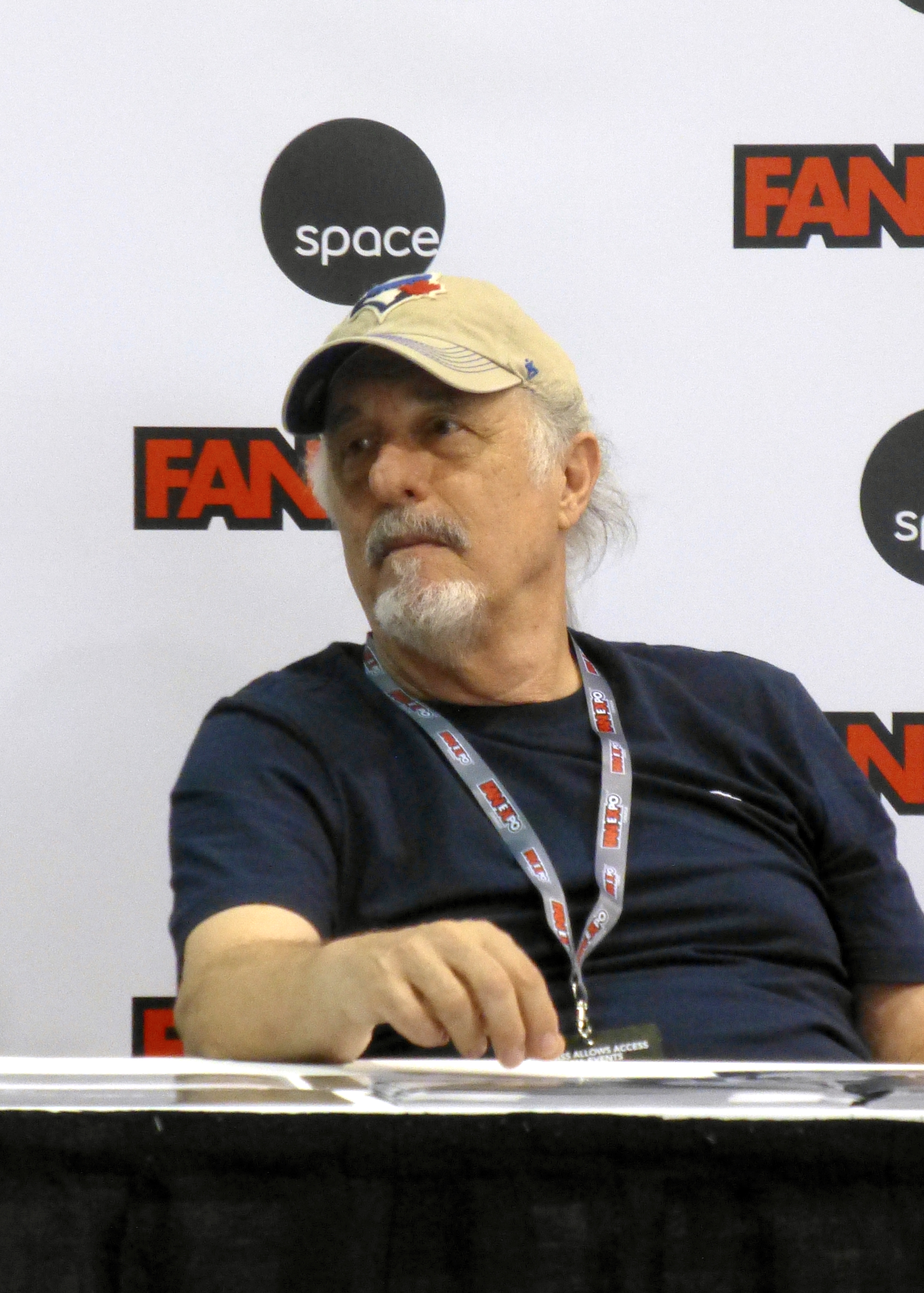

닉 캐슬(Nick Castle, 1947년 9월 21일 ~ )는 미국의 배우, 영화 감독, 각본가, 작가, 영화배우이다.
로스앤젤레스에서 태어났다.

## 영화
- 할로윈 킬스 (2021년) - 마이클 역
- 할로윈 (2018년) - 마이클 역
- 어거스트 러쉬 (2007년)
- 코노 워 (2006년)
- 트워스 더 나잇 (2001년)
- 딜리버링 마일로 (2001년)
- 미스터 러버 (1996년)
- LA 탈출 (1996년)
- 쫄병 길들이기 (1995년)
- 개구쟁이 데니스 (1993년)
- 후크 (1991년)
- 승리의 탭 댄스 (1989년)
- 하늘로 날아간 소년 (1986년)
- 어메이징 스토리 (1985년)
- 최후의 스타화이터 (1984년)
- 에스케이프 프롬 뉴욕 (1981년)
- 스케이트타운 (1979년)
- 할로윈 (1978년)
- 록-어-바이 베이비 (1958년)
- 아티스트 & 모델 (1955년)